# Juan Di Sandro

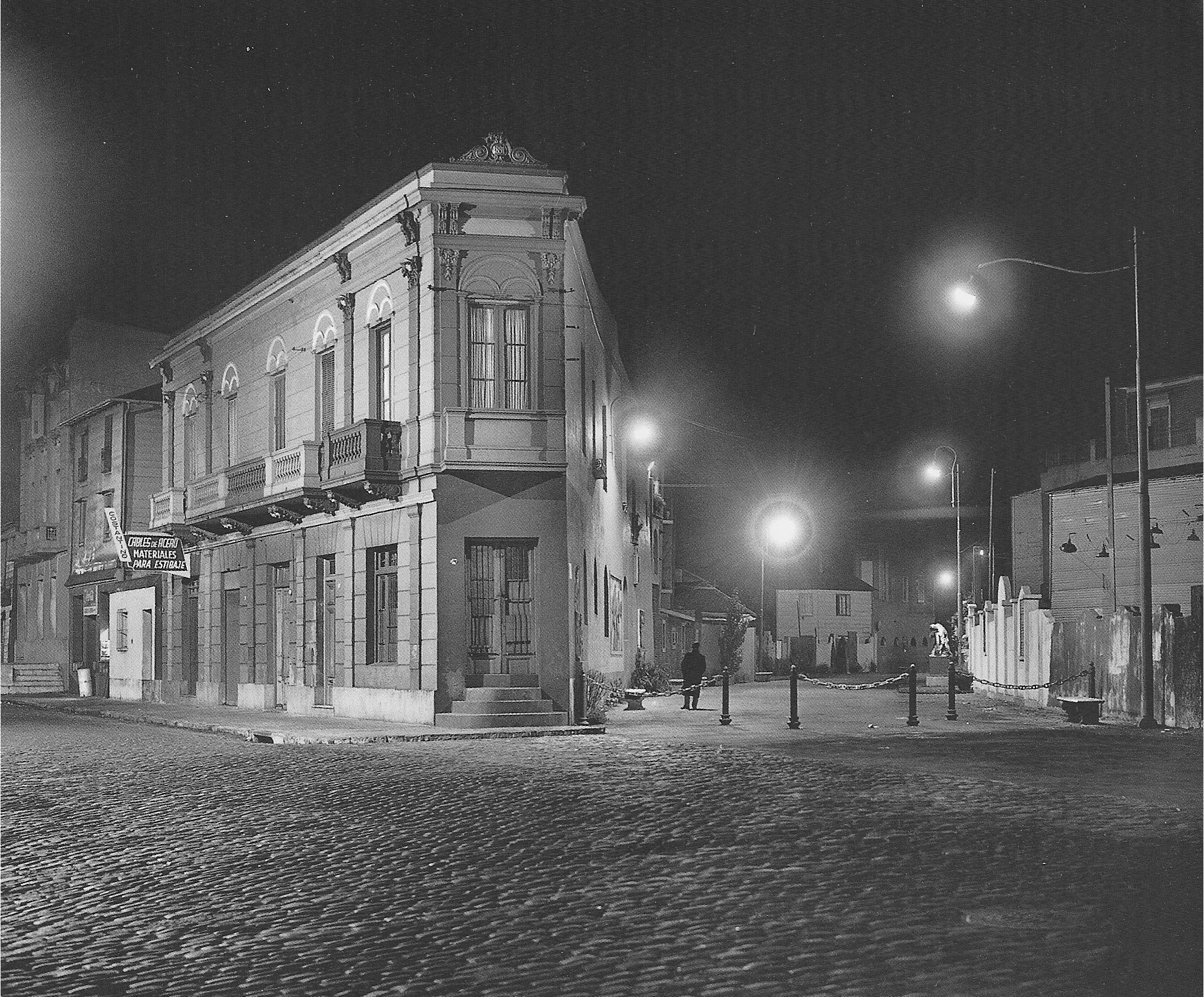
Caminito, 1960

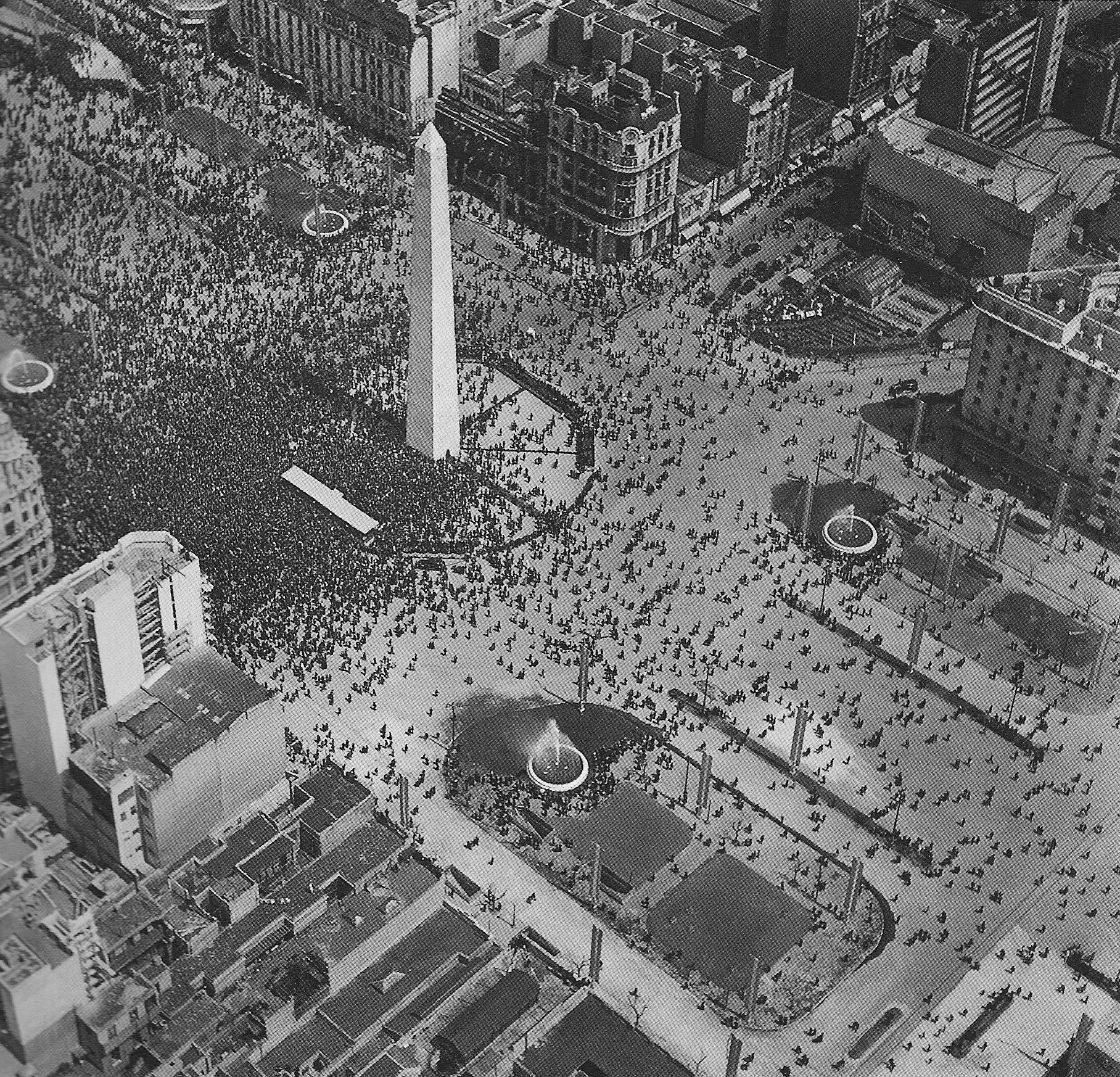
Inaugurace obelisku, červen 1937

Juan Di Sandro (22. března 1898 Colli Volturno, Itálie – 22. června 1988 Buenos Aires, Argentina) byl italsko-argentinský reportážní fotograf pracující v Argentině. Svým dílem se řadí mezi klasiky, jako jsou Horacio Coppola, Grete Stern, Anatole Saderman nebo Annemarie Heinrich.

## Životopis
Narodil se v Colli Volturno, což je město ve střední Itálii, ale když mu bylo dvanáct, jeho rodina emigrovala a usadila se v Londýně. V tomto věku se vyučil povolání fotografa a pracoval pro argentinské noviny Nation, kde působil až do roku 1976.
I když se na počátku své tvorby věnoval průmyslové fotografii a částečně také fotografii reklamní, postupně své žánry rozšířil a dokumentoval různé události, jako byl příchod hydroplánu Ultra Plus v roce 1926, Zepelínu v roce 1934 nebo požár v obchodě El Coloso (Kolos) v roce 1937.
Inspiroval jej Henri Cartier-Bresson, obzvláště dbal na velký význam rozhodného okamžiku pořízení fotografií. Rád experimentoval a fotografoval v noci. Nejčastěji používal fotoaparát "Spido Gaumont" na střední formát a zdá se, že formát 35 mm příliš nevyužíval.
Vedle své novinářské fotografie a účasti na soutěžích a výstavách se v roce 1942 podílel na prvním fotožurnalistickém salónu Primer salón de fotografía periodística. V roce 1943 byl u založení argentinského fotoklubu Foto Club Argentino a v polovině padesátých let se podílel na založení skupiny Carpeta de los diez (Portfolio deset), ve které si fotografové komentovali svá díla, vyměňovali zkušenosti a organizovali výstavy. Schůzek se účastnili také Annemarie Heinrich, Anatole Saderman, Hans Mann, Jorge Friedman, Alex Klein, Fred S. Schiffer, Ilse Mayer, José Malandrino, Max Jacoby, Pinélides Fusco, Eduardo Colombo, Augusto Valmitjana nebo Boreslaw Senderowicz.
Zemřel v Buenos Aires ve věku 90 let.

## Galerie

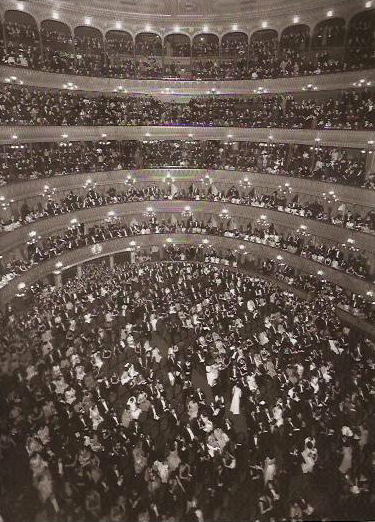
Představení v divadle Colón, 1935